# Hampea nutricia
Hampea nutricia es una especie de planta fanerógama perteneciente a la familia Malvaceae. Es originaria de México.

## Descripción
Es un arbusto de 10 m de altura. Sus hojas son amplias o a veces con 3 picos unidos a un tallo largo. Las flores son blancas y se encuentran como colgando. Tiene los frutos pequeños y globosos, cubiertos de vellos y con semillas negruzcas.

## Distribución
Está presente en México en clima cálido entre los 75 y los 550 metros de altitud. Crece en potreros y asociada a vegetación perturbada derivada de bosque tropical perennifolio y bosque de encino.

## Medicina popular
En Puebla se le emplea contra la tos.

## Taxonomía
Hampea nutricia fue descrita por Paul Arnold Fryxell y publicado en Brittonia 21(4): 372–373, f. 2A–B, 3P–S, 4E–F. 1969[1970].